# Zopherus costaricensis
Zopherus costaricensis es una especie de coleóptero de la familia Zopheridae.

## Distribución geográfica
Se encuentra  en Costa Rica.